# Giáo tỉnh Hà Nội
Giáo tỉnh Hà Nội là một trong ba Giáo tỉnh của Giáo hội Công giáo Rôma tại Việt Nam, cùng với hai giáo tỉnh khác là Giáo tỉnh Sài Gòn và Giáo tỉnh Huế. Giáo tỉnh Hà Nội bao gồm các giáo phận ở miền Bắc Việt Nam. Trưởng giáo tỉnh này là vị tổng giám mục Tổng giáo phận Hà Nội, mà đương nhiệm là Tổng giám mục Giuse Vũ Văn Thiên (từ 2018).

## Lịch sử hình thành Giáo tỉnh Hà Nội
Ngày 24 tháng 11 năm 1960, Giáo hoàng Gioan XXIII thành lập Hàng Giáo phẩm Việt Nam, thiết lập các giáo phận chính tòa và nhóm thành 3 giáo tỉnh: Hà Nội, Huế và Sài Gòn. Giáo tỉnh Hà Nội lúc đó gồm có 10 giáo phận (Hà Nội, Bắc Ninh, Bùi Chu, Hải Phòng, Hưng Hóa, Lạng Sơn và Cao Bằng, Phát Diệm, Thái Bình, Thanh Hóa, Vinh).
Năm 2018, với sự chia tách từ Giáo phận Vinh, Giáo phận Hà Tĩnh được thành lập.

## Các số liệu của các Giáo phận trong Giáo tỉnh Hà Nội
| STT | Giáo phận/Tổng giáo phận | Giám mục giáo phận                            | Diện tích(km2) | Số giáo xứ | Số LM | Số giáo dân | Nguồn ước tính                                                             |
| --- | ------------------------ | --------------------------------------------- | -------------- | ---------- | ----- | ----------- | -------------------------------------------------------------------------- |
| 01  | Hà Nội                   | Giuse Vũ Văn Thiên Giuse Vũ Công Viện         | 07.000         | 174        | 203   | 325.000     | 2021 Diện tích Lưu trữ ngày 27 tháng 9 năm 2015 tại Wayback Machine(7.000) |
| 02  | Bắc Ninh                 | Giuse Đỗ Quang Khang                          | 24.600         | 81         | 112   | 140.438     | 2020                                                                       |
| 03  | Bùi Chu                  | Tôma Aquinô Vũ Đình Hiệu                      | 01.350         | 180        | 210   | 417.185     | 2020                                                                       |
| 04  | Hà Tĩnh                  | Luy Nguyễn Anh Tuấn                           | 14.091         | 121        | 132   | 284.885     | 2021                                                                       |
| 05  | Hải Phòng                | Vinh Sơn Nguyễn Văn Bản                       | 09.079         | 119        | 107   | 141.268     | 2021                                                                       |
| 06  | Hưng Hóa                 | Đa Minh Hoàng Minh Tiến                       | 55.000         | 117        | 161   | 261.119     | 2021 Phaolô Nguyễn Quang Đĩnh                                              |
| 07  | Lạng Sơn và Cao Bằng     | Giuse Châu Ngọc Tri                           | 18.359         | 14         | 35    | 6.420       | 2021                                                                       |
| 08  | Phát Diệm                | Phêrô Kiều Công Tùng                          | 01.787         | 79         | 136   | 158.625     | 2021                                                                       |
| 09  | Thái Bình                | Đa Minh Đặng Văn Cầu                          | 02.221         | 121        | 173   | 136.656     | 2020                                                                       |
| 10  | Thanh Hóa                | Giuse Nguyễn Đức Cường                        | 11.700         | 79         | 147   | 154.000     | 2020                                                                       |
| 11  | Vinh                     | Anphong Nguyễn Hữu Long Phêrô Nguyễn Văn Viên | 16.499         | 117        | 210   | 291.946     | 2020                                                                       |

## Danh sách Tổng giám mục trưởng Giáo tỉnh Hà Nội
| STT | Tổng giám mục trưởng Giáo tỉnh | Thời gian   | Ghi chú |
| --- | ------------------------------ | ----------- | --- |
| 01  | Giuse Maria Trịnh Như Khuê     | 1960 - 1978 | Hồng y |
| 02  | Giuse Maria Trịnh Văn Căn      | 1978 - 1990 | Hồng y |
| 03  | Phaolô Giuse Phạm Đình Tụng    | 1990 - 2003 | *Năm 2003, Hồng y Phạm Đình Tụng trao quyền Tổng giám mục Trưởng cho Giám mục Giám quản Giuse Ngô Quang Kiệt |
| 04  | Giuse Ngô Quang Kiệt           | 2003 - 2010 | |
| 05  | Phêrô Nguyễn Văn Nhơn          | 2010 - 2018 | Hồng y |
| 06  | Giuse Vũ Văn Thiên             | 2018 - nay  | |

## Đại hội Giới trẻ Giáo tỉnh Hà Nội
Lấy cảm hứng từ Đại hội Giới trẻ Thế giới, Giám mục Phanxicô Xaviê Nguyễn Văn Sang đã đề xuất tổ chức Đại hội Giới trẻ cho các giáo phận của Giáo tỉnh Hà Nội, lần đầu tiên diễn ra năm 2002 tại Thái Bình. Đại hội Giới trẻ Giáo tỉnh Hà Nội được tổ chức luân phiên hàng năm giữa các giáo phận. Trong đại hội có các hoạt động chia sẻ, giảng thuyết, suy tôn thánh giá, thánh lễ, diễn nguyện, v.v. và kết thúc với việc trao thánh giá đại hội cho giáo phận sẽ tổ chức lần tới.
| Lần   | Năm  | Địa điểm                                                      | Giáo phận | Chủ đề                                                                                                  |
| ----- | ---- | ------------------------------------------------------------- | --------- | --- |
| I     | 2002 | Giáo xứ chính tòa Thái Bình                                   | Thái Bình | Thầy là đường, là sự thật và là sự sống                                                                 |
| II    | 2003 |                                                               | Phát Diệm | Đây là Mẹ con                                                                                           |
| III   | 2004 |                                                               | Hà Nội    | Như Cha sai Thầy, Thầy cũng sai anh em                                                                  |
| IV    | 2005 | Giáo xứ Ba Làng                                               | Thanh Hóa | Bẻ bánh cuộc đời                                                                                        |
| V     | 2006 |                                                               | Vinh      | Lạy Chúa, con phải làm gì?                                                                              |
| VI    | 2007 |                                                               | Hải Phòng | Hãy theo Thầy                                                                                           |
| VII   | 2008 | Giáo xứ chính tòa Bùi Chu, ngày 23/11                         | Bùi Chu   | Anh em sẽ nhận được Thánh Thần khi Ngài ngự xuống trên anh em, bấy giờ anh em sẽ là chứng nhân cho Thầy |
| VIII  | 2009 | Trung tâm Lễ hội, Khu di tích Lịch sử Đền Hùng, ngày 26–27/11 | Hưng Hóa  | Thắp sáng tình yêu gia đình                                                                             |
| IX    | 2011 | Trung tâm Văn hóa Kinh Bắc, ngày 11–12/11                     | Bắc Ninh  | Thầy gọi anh em là bạn                                                                                  |
| X     | 2012 | Giáo xứ chính tòa Lạng Sơn, ngày 25–26/10                     | Lạng Sơn  | Hãy ở lại trong tình yêu của Thầy                                                                       |
| XI    | 2013 | Giáo xứ chính tòa Thái Bình, ngày 27–28/11                    | Thái Bình | Tôi biết tôi tin vào ai                                                                                 |
| XII   | 2014 | Giáo xứ chính tòa Phát Diệm, ngày 27–28/11                    | Phát Diệm | Hãy đi loan báo Tin Mừng                                                                                |
| XIII  | 2015 | Trung tâm Hành hương Sở Kiện, ngày 17–18/11                   | Hà Nội    | Anh em là muối và ánh sáng trần gian                                                                    |
| XIV   | 2016 | Giáo xứ chính tòa Xã Đoài, ngày 16–17/11                      | Vinh      | Hãy đi và hãy làm như vậy                                                                               |
| XV    | 2017 | Trung tâm Triển lãm Hội chợ Thanh Hóa, ngày 21–22/11          | Thanh Hóa | Hãy ra chỗ nước sâu                                                                                     |
| XVI   | 2018 | Trung tâm Hội chợ Triển lãm Quốc tế, ngày 14–15/11            | Hải Phòng | Hãy tỉnh thức và cầu nguyện                                                                             |
| XVII  | 2019 | Giáo xứ Vương cung thánh đường Phú Nhai, ngày 19–20/11        | Bùi Chu   | Hãy về với thân nhân                                                                                    |
| XVIII | 2022 | Trung tâm Lễ hội, Khu di tích Lịch sử Đền Hùng, ngày 25–26/11 | Hưng Hóa  | Hãy đến với vùng ngoại biên                                                                             |
| XIX   | 2023 | Giáo xứ Bến Đông, ngày 22-23/11                               | Bắc Ninh  | Đất chúng ta trổ sinh hoa trái                                                                          |
| XX    | 2024 | Giáo xứ chính tòa Lạng Sơn, ngày 20-21/11                     | Lạng Sơn  | Anh em không còn là xa lạ, nhưng là người nhà của Thiên Chúa                                            |
| XXI   | 2025 |                                                               | Thái Bình | Chúng tôi cùng đi với anh                                                                               |

- Kỳ Đại hội Giới trẻ 2010 không tổ chức do trùng với sự kiện 1000 năm Thăng Long – Hà Nội và hai kỳ Đại hội Giới trẻ các năm 2020, 2021 không tổ chức do ảnh hưởng của đại dịch COVID-19 tại Việt Nam.